# 여인천하 (소설)
여인천하(女人天下)는 월탄 박종화의 1959년작 역사소설로 중종시대를 배경으로 한다.

## 내용
문정왕후, 정난정, 윤원형, 윤임등 중종시대 때 실존했던 인물들이 등장하며, 깔끔한 필체로 당시 권력층들의 투쟁과 몰락을 묘사하고 있다.

## 드라마화
서울방송 드라마 《여인천하》의 원작 소설을 극화한 대하 사극이므로, 본 드라마의 크리에이터로 참여한 유동윤 작가는 원작 소설 집필자 박종화 작가의 또다른 작품 중 하나인 《자고가는 저 구름아》를 원작으로 한 같은 채널(SBS) 드라마 《왕의 여자》집필자로 낙점됐으나 KBS 1TV 《무인시대》와의 겹치기 집필 문제 때문에 고사했다.